# Cristian Ceballos
Cristian Ceballos Prieto (Santander, 3 december 1992) is een Spaans profvoetballer.

## Biografie
Ceballos speelde in zijn jeugdjaren zeven jaar voor FC Barcelona. In 2011 verhuisde Ceballos naar Tottenham Hotspur. Hier geraakte hij echter niet in het eerste elftal: hij zat er slechts twee keer op de bank van het eerste elftal in de Premier League en eenmaal in de League Cup. In 2013 werd hij uitgeleend aan FC Arouca, waar hij in 19 wedstrijden eenmaal wist te scoren. In 2015 verhuisde hij naar Charlton Athletic, dat hem in 2016 uitleende aan Sint-Truidense VV. In 2017 nam Sint-Truidense VV de Spanjaard definitief over van Charlton Athletic. Hij debuteerde op 30 juli 2017 met twee doelpunten tegen KAA Gent.
Ceballos had bij STVV regelmatig te kampen met blessureleed. Zo miste hij quasi het volledige seizoen 2017/18 door een blessure aan de adductoren. Op vraag van Ceballos zelf werd zijn contract op 10 juli 2019 ontbonden.

## Statistieken
| Seizoen | Club                | Land     | Competitie         | Wed. | Dlp. |
| ------- | ------------------- | -------- | ------------------ | ---- | ---- |
| 2013/14 | Tottenham Hotspur   | Engeland | Premier League     | 0    | 0    |
| 2013/14 | → FC Arouca         | Portugal | Primeira Liga      | 19   | 1    |
| 2014/15 | Tottenham Hotspur   | Engeland | Premier League     | 0    | 0    |
| 2015/16 | Charlton Athletic   | Engeland | The Championship   | 5    | 0    |
| 2016/17 | → Sint-Truidense VV | België   | Jupiler Pro League | 31   | 5    |
| 2017/18 | Sint-Truidense VV   | België   | Jupiler Pro League | 2    | 2    |
| 2018/19 | Sint-Truidense VV   | België   | Jupiler Pro League | 23   | 1    |
|         |                     |          | Totaal             | 80   | 9    |